# Монтесилвано
Монтесилва̀но (на италиански: Montesilvano, на местен диалект Munzelvànë, Мундзелванъ) е морски курортен град и община в Южна Италия, провинция Пескара, регион Абруцо. Разположен е на брега на Адриатическо море. Населението на общината е 53 408 души (към 2014 г.).